# Rösenbecker Höhle
Rösenbecker Höhle este o arie protejată (arie specială de conservare — SAC, sit de importanță comunitară — SCI) din Germania întinsă pe o suprafață de 3,18 ha, integral pe uscat.

## Localizare
Centrul sitului Rösenbecker Höhle este situat la coordonatele 51°24′41″N 8°40′16″E / 51.4114°N 8.6711°E.

## Înființare
Situl Rösenbecker Höhle a fost declarat sit de importanță comunitară în martie 2001 pentru a proteja un număr necunoscut de specii din flora spontană și fauna sălbatică aflate în arealul zonei. Situl a fost protejat și ca arie specială de conservare în decembrie 2001.

## Biodiversitate
Situată în ecoregiunea continentală, aria protejată conține 3 habitate naturale: Pante stâncoase calcaroase cu vegetație casmofită, Peșteri inaccesibile publicului, Păduri de fag Asperulo-Fagetum.
La baza desemnării sitului se află un număr nedeclarat de specii protejate.